# 히가시후추역
히가시후추역(일본어: 東府中駅)은 일본 도쿄도 후추시에 위치한 게이오 전철의 철도역이다. 게이오 선과 게이오 경마장 선 등 2개의 노선이 운행 중이며, 역 번호는 KO 23이다. 상대식 · 섬식 3면 4선 구조의 복합 승강장을 갖춘 지상역이다.

## 타는 곳
| 1 | 경마장 선 | -    | 후추케이바세이몬마에 방면                                     | 평일 대부분과 토 · 휴일 야간 환승 전용                                                          |
| 2 | 경마장 선 | -    | 후추케이바세이몬마에 방면                                     | 평일 첫차와 토 · 휴일 저녁까지                                                                  |
| 2 | 게이오 선 | 하행 | 게이오하치오지 · 다카오산구치 · 다마도부쓰코엔 방면           | 하행 대피선                                                                                     |
| 3 | 게이오 선 | 하행 | 게이오하치오지 · 다카오산구치 · 다마도부쓰코엔 방면           |                                                                                                 |
| 4 | 게이오 선 | 상행 | 조후 · 메이다이마에 · 사사즈카 · 신주쿠 · 도영 신주쿠 선 방면 | 신주쿠 역으로부터 도영 신주쿠 선으로 직통 (사사즈카 ~ (신선) 신주쿠 역 간은 게이오 선으로 직통) |

## 이용 현황
| 연도별 1일 평균 하차 승차 인원 | 연도별 1일 평균 하차 승차 인원 | 연도별 1일 평균 하차 승차 인원 |
| 연도                           | 평균 하차 인원                 | 평균 승차 인원                 |
| ------------------------------ | ------------------------------ | ------------------------------ |
| 1955년                         | 5,377                          |                                |
| 1960년                         | 8,176                          |                                |
| 1965년                         | 13,200                         |                                |
| 1970년                         | 15,535                         |                                |
| 1975년                         | 14,672                         |                                |
| 1980년                         | 13,003                         |                                |
| 1985년                         | 14,474                         |                                |
| 1990년                         | 16,672                         | 8,540                          |
| 1991년                         |                                | 9,240                          |
| 1992년                         | 9,701                          |                                |
| 1993년                         | 18,965                         | 9,970                          |
| 1994년                         |                                | 9,899                          |
| 1995년                         | 18,787                         | 9,795                          |
| 1996년                         |                                | 9,362                          |
| 1997년                         | 9,353                          |                                |
| 1998년                         | 9,545                          |                                |
| 1999년                         | 9,541                          |                                |
| 2000년                         | 18,023                         | 9,430                          |
| 2001년                         |                                | 9,438                          |
| 2002년                         | 17,700                         | 9,178                          |
| 2003년                         | 18,339                         | 9,402                          |
| 2004년                         | 18,241                         | 9,353                          |
| 2005년                         | 18,638                         | 9,463                          |
| 2006년                         | 19,009                         | 9,619                          |
| 2007년                         | 19,643                         | 9,918                          |
| 2008년                         | 19,841                         | 10,040                         |
| 2009년                         | 19,870                         | 10,051                         |
| 2010년                         | 19,527                         | 9,836                          |
| 2011년                         | 20,095                         | 10,148                         |
| 2012년                         | 20,137                         | 10,158                         |
| 2013년                         | 20,169                         | 10,128                         |
| 2014년                         | 20,159                         | 10,115                         |
| 2015년                         | 20,793                         | 10,435                         |
| 2016년                         | 21,153                         |                                |

## 역 주변
- 국도 제20호선
- 후추노모리 공원
- 후추노모리 예술 극장
- 후추 시 미술관

## 인접 역
| 게이오 전철 게이오 선        | 게이오 전철 게이오 선 | 게이오 전철 게이오 선                                |
| ---------------------------- | --------------------- | ---------------------------------------------------- |
| KO 18 조후 신주쿠 방면       | ■ 급행 · ■ 구간 급행  | 후추 KO 24 게이오하치오지 방면                       |
| KO 22 다마레이엔 신주쿠 방면 | ■ 쾌속 · ■ 각 역 정차 | 후추 KO 24 게이오하치오지 방면                       |
| 게이오 전철 경마장 선        |                       |                                                      |
| 시·종착역                    | ■ 급행                | 후추케이바세이몬마에 KO 46 후추케이바세이몬마에 방면 |
| 시·종착역                    | ■ 각 역 정차          | 후추케이바세이몬마에 KO 46 후추케이바세이몬마에 방면 |